# Delft Blauw (televisieprogramma)
Delft Blauw is een Nederlands programma van RTL 5.
In het programma wordt het leven gevolgd van negen studenten die woonachtig zijn aan een studentenhuis aan de Paardenmarkt in Delft. Het gaat in dit programma niet alleen over technologie maar ook over examens en uitgaan. Het programma dankt zijn naam aan de Technische Universiteit Delft. Elke week komt er ook een bekende Nederlander langs om te vertellen hoe het hun verging in hun studententijd. Daarna gaan de studenten en de bekende Nederlander een oplossing vinden voor een vraag. Deze vraag heeft natuurlijk alles te maken met de techniek.

## Studenten
- Gijs-Jan Lagerweij,
- Alexandra de Vogel,
- Niek Kramer,
- Manon Harmsen,
- Gydo Wever,
- Marius de Groot,
- Noortje Sturm,
- Rob Spruit.